# 杉並区歌
「杉並区歌」（すぎなみくか）は、東京都杉並区が制定した区歌である。作詞・佐藤有弘、補作・加藤省吾、作曲・遠藤実。
本記事では、区歌と同時に制定された「杉並音頭」（すぎなみおんど）についても解説する。

## 解説
1982年（昭和57年）の区制50周年を記念し、区歌と区民音頭の2部門で歌詞の懸賞募集を実施した。区歌で入選した佐藤有弘は杉並区内からの応募で、20年後に豊島区が選定した新区民歌「としま未来へ」（合作扱い）でも入選者の1人として表彰されている。
9月1日付で制定ののち翌10月1日に杉並公会堂で行われた区制50周年記念式典の席上で発表演奏が行われ、ビクター音楽産業の製造で橋幸夫が歌唱する区歌と「杉並音頭」を収録したコンパクト盤（規格品番：PRA-10864）2500枚が希望者に頒布された。
杉並区役所では区歌の演奏機会について「新年賀詞交換会等の式典やイベントなどで歌われている」とする。